# Campionati del mondo under 23 di canottaggio
I Campionati del mondo under 23 di canottaggio (World Rowing U23 Championships) sono una regata internazionale di canottaggio organizzata dalla FISA (Federazione Internazionale Canottaggio) riservata ad atleti sotto i 23 anni di età.
L'evento, della durata tra i quattro giorni e la settimana, si svolge ogni anno in luglio o agosto dell'emisfero boreale.

## Edizioni
| Ediz. | Anno | Città                    | Paese         | Data         |
| ----- | ---- | ------------------------ | ------------- | ------------ |
| 1     | 2005 | Amsterdam                | Paesi Bassi   | 21–24 luglio |
| 2     | 2006 | Heindonk                 | Belgio        | 20–23 luglio |
| 3     | 2007 | Glasgow                  | Gran Bretagna | 26–29 luglio |
| 4     | 2008 | Brandenburg an der Havel | Germania      | 17–20 luglio |
| 5     | 2009 | Račice                   | Rep. Ceca     | 26–29 luglio |
| 6     | 2010 | Brėst                    | Bielorussia   | 22–25 luglio |
| 7     | 2011 | Amsterdam                | Paesi Bassi   | 20–24 luglio |
| 8     | 2012 | Trakai                   | Lituania      | 11–15 luglio |
| 9     | 2013 | Ottensheim               | Austria       | 24–28 luglio |
| 10    | 2014 | Varese                   | Italia        | 23–27 luglio |
| 11    | 2015 | Plovdiv                  | Bulgaria      | 22–26 luglio |
| 12    | 2016 | Rotterdam                | Paesi Bassi   | 21–28 agosto |
| 13    | 2017 | Plovdiv                  | Bulgaria      | 19–23 luglio |
| 14    | 2018 | Poznań                   | Polonia       | 25–29 luglio |
| 15    | 2019 | Sarasota                 | Stati Uniti   | 24–28 luglio |
| 16    | 2020 | Bled                     | Slovenia      | 16–23 agosto |
| 17    | 2021 | Račice                   | Rep. Ceca     | 7–11 luglio  |
| 18    | 2022 | Varese                   | Italia        | 25–30 luglio |
| 19    | 2023 | Plovdiv                  | Bulgaria      | 19–23 luglio |
| 20    | 2024 | St. Catharines           | Canada        | 18–25 agosto |
| 21    | 2025 | Poznań                   | Polonia       | 23–27 luglio |
| 22    | 2026 | Duisburg                 | Germania      |              |